# Dryopolystichum
Dryopolystichum es un género monotípico de helechos perteneciente a la familia  Dryopteridaceae. Su única especie es: Dryopolystichum paheostigma

## Taxonomía
Dryopolystichum paheostigma fue descrita por (Ces.) Copel.  y publicado en Genera Filicum: The Genera of Ferns 126, t. 4. 1947.
Sinonimia
- Aspidium phaeostigma Ces.